# Mugali, Dharwad
Mugali là một làng thuộc tehsil Dharwad, huyện Dharwad, bang Karnataka, Ấn Độ.